# Rashaida

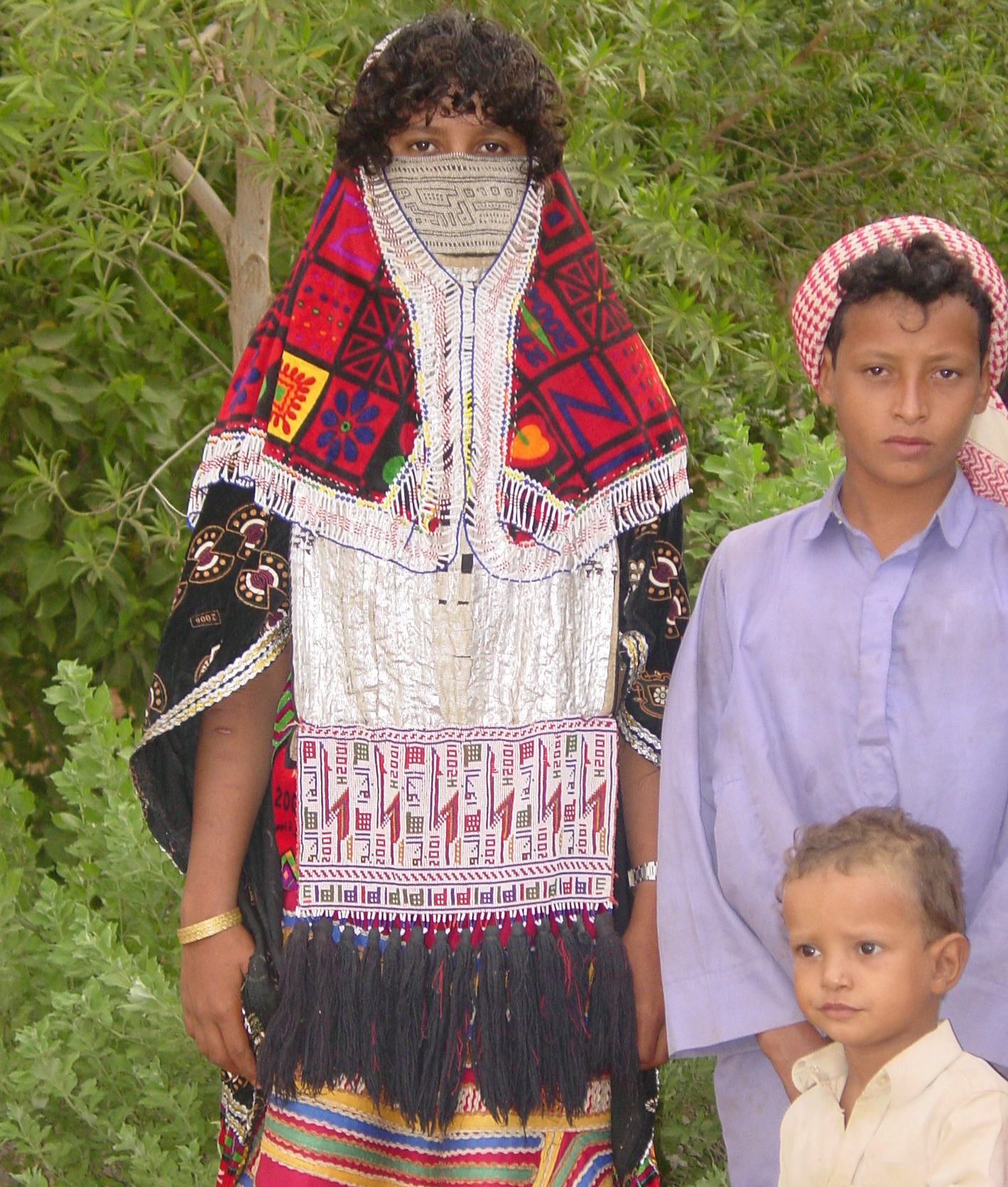
Dzieci z ludu Rashida

Rashaida (arab. ‏بني رشيد, الرشايدة‎) – arabska grupa etniczna zamieszkująca na terenie Erytrei oraz północno-wschodnim Sudanie. Przybyli na te tereny z regionu Hidżaz w Arabii Saudyjskiej w 1846 z powodu wybuchu konfliktu międzyplemiennego. Ich liczebność na terenie Erytrei ocenia się na 76 tys. osób, natomiast łącznie z populacją Półwyspu Arabskiego i Sudanu na 220–250 tys. osób. Dominującą religią wśród przedstawicieli Rashaida jest islam sunnicki.
Lud ten jest znany z hodowli wielbłądów wyścigowych i są wysoko cenione tak na terenie Sudanu, jak również Półwyspu Arabskiego.